# SMS Pommern
El SMS Pommern fue un acorazado pre-dreadnought de la clase Deutschland construido para la Kaiserliche Marine entre 1904 y 1906. Recibió su nombre en honor a la provincia prusiana de Pomerania. Fue construido en los astilleros AG Vulcan de Stettin (actual Szczecin, Polonia), botado el 2 de diciembre de 1905 y entregado a la Armada el 6 de agosto de 1907. Los buques de su clase estaban ya desfasados cuando entraron en servicio, ya que eran inferiores en tamaño, blindaje, potencia de fuego y velocidad a los nuevos acorazados post-dreadnought.

## Diseño

### Dimensiones y maquinaria
El Pommern tenía una eslora en la línea de flotación de 125,88 m y máxima de 127,60 m. Su manga medía 22,20 metros y su calado 7,70 metros, para un desplazamiento de 13 993 toneladas a plena carga. El Pommern se propulsaba por 3 hélices, movidas por tres máquinas de triple expansión que producían una potencia de 19 000 CV, lo que le permitía desarrollar una velocidad máxima de 18 nudos.

### Armamento
El armamento principal del Pommern estaba compuesto por cuatro cañones de 280 mm (11”) montados en torretas dobles, una a proa y otra a popa sobre la superestructura. Su batería secundaria estaba compuesta por catorce cañones de 170 mm (6,7”) y veintidós cañones de 88 mm (3,46”) distribuidos en casamatas a lo largo del barco, concentrados especialmente en la mitad del buque. 
El Pommern también montaba seis tubos lanzatorpedos de 450 mm (17,7”).

### Blindaje
El Pommern tenía un cinturón blindado de 230 mm (9”) que protegía las partes vitales del buque y de 101 mm (4”) en el resto. Las torretas tenían también un blindaje de 230 mm, una pulgada más que sus predecesores de la clase Braunschweig. La cubierta estaba protegida por un blindaje de 76 mm (3”).

## Historial de servicio

### Pre-guerra
El Pommern fue asignado a la II escuadra de combate junto a sus gemelos. Participó en las maniobras y el crucero anual de entrenamiento con el resto de la Flota de Alta Mar entre 1908 y 1914. En mayo de 1910 el Pommern tomó parte en el entrenamiento de la flota en Kattegat entre Noruega y Dinamearca, seguido de un crucero a Noruega en verano. A finales de 1910, realizó otro crucero al Báltico. Los dos años siguientes mantuvo un patrón de entrenamientos similar, hasta que el crucero de verano de 1912 se vio interrumpido por la Crisis de Agadir. Como resultado, el crucero fue solo en el Báltico. Al año siguiente, el Pommern tomó parte en las maniobras de Heligoland.

### Primera Guerra Mundial
El Pommern permaneció en la Flota de Alta Mar los dos primeros años del conflicto. Al inicio de las hostilidades, el buque y sus gemelos fueron desplegados en la II escuadra de combate en la desembocadura del río Elba, para proteger el área de posibles incursiones británicas.
El 24 y 25 de abril de 1916, el Pommern y sus gemelos se unieron a los acorazados de la flota de alta mar para dar apoyo a los cruceros de batalla del I grupo de exploración, que debían realizar un ataque sobre la costa de Gran Bretaña. Mientras se encontraban en ruta hacia su objetivo, el crucero de batalla SMS Seydlitz fue dañado por una mina. El Seydlitz fue enviado de vuelta a su base, y el resto de los buques continuó la misión. Debido a la baja visibilidad, los cruceros de batalla llevaron a cabo un bombardeo sobre los puertos de Yarmouth y Lowestoft. La operación tuvo una duración breve, lo cual hizo imposible la intervención de la flota británica.
El Pommern participó en la Batalla de Jutlandia entre el 31 de mayo y el 1 de junio de 1916, bajo el mando del Capitán de Navío Bölken, como parte de la segunda escuadra de batalla, al mando del almirante Maule, recibiendo un impacto de 305 mm procedente del HMS Indomitable, que lo forzó a abandonar la línea. Durante los combates nocturnos que siguieron a la batalla principal, el Pommern fue alcanzado en torno a las 02:00 de la madrugada del 1 de junio de 1916 por un torpedo disparado por el HMS Onslaught de la 12.ª flotilla de destructores. El impacto provocó una gigantesca explosión en una de sus santabárbaras al detonar sus municiones de 170 mm, y el buque se partió por la mitad, La popa volcó y permaneció a flote 20 minutos con las hélices en el aire. El SMS Hannover, que era el buque que le seguía a popa en la línea de batalla, se vio obligado a abandonar la formación para evitar los restos del Pommern. Los 839 oficiales y marineros que componían su tripulación, se hundieron con el buque.
El pecio fue parcialmente rescatado en 1957, con la extracción del blindaje y de los metales no férreos. El mascarón de proa (Bugzier) se muestra en la actualidad en el Museo Naval de Alemania en Laboe.

### Píes de página
1. 1 2 3  (Staff, 2010, p. 12)
2. ↑  Staff, 2010, p. 8.
3. 1 2  (Staff, 2010, p. 10)
4. ↑  (Tarrant, 1995, pp. 52-54)
5. ↑  Campbell, p. 254
6. ↑  Staff, 2010, pp. 12-13.
7. ↑  (Campbell, 1998, p. 305)
8. 1 2  (Staff, 2010, p. 13)